# Chevry-en-Sereine
Chevry-en-Sereine è un comune francese di 496 abitanti situato nel dipartimento di Senna e Marna nella regione dell'Île-de-France.

## Società

### Evoluzione demografica
Abitanti censiti